# 1-я улица Шелепихи
Пе́рвая у́лица Шелепи́хи — улица в Пресненском районе Центрального административного округа города Москвы. Проходит от Шелепихинского шоссе до Причального проезда.

## Название
Село Шелепиха известно с XV века. Название связано с некалендарным личным именем Шелепа (например, Шелепа Волков на московской службе, 1493 год). В начале XX века село было включено в черту Москвы. На его месте в 1925 году были образованы 1—5-я улицы Шелепихи, из которых сохранилась лишь 1-я улица. Её раннее название — Цветная улица, в 1922 году переименована в улицу Ягодкина (от фамилии).

## Описание
1-я улица Шелепихи проходит исключительно в жилой застройке как внутриквартальный проезд, все дома по улице относятся к Шелепихинской набережной. Она начинается от Шелепихинского шоссе и проходит на северо-запад параллельно до Причального проезда вдоль домов 16, 18, 20, 22, 24 и 26 по Шелепихинской набережной.
В 1960-х годах, когда на Шелепихе шёл процесс сноса деревянных домов с постройкой на их месте многоэтажек, данная улица была проезжей частью, по которой ездили в том числе и ныне существующие автобусные маршруты № 4 и № 155. Позже, когда была достроена Шелепихинская набережная, которая перевела на себя автомобильное движение, 1-я улица Шелепихи стала просто внутриквартальным проездом.